# Рождество в июле
«Рождество в июле» (англ. Christmas in July) — кинофильм режиссёра Престона Стёрджеса, вышедший на экраны в 1940 году. Лента основана на пьесе Стёрджеса «Чашка кофе» (англ. A Cup of Coffee, 1931).

## Сюжет
Простой офисный работник Джимми Макдональд мечтает выиграть конкурс на лучший слоган, объявленный крупной кофейной компанией, и, наконец, разбогатеть. Никто особенно не верит в его победу, включая невесту Бетти и товарищей по работе. Последние решают подшутить над ним и составляют поддельную телеграмму, в которой конкурсная комиссия поздравляет Джимми с победой и приглашает забрать главный приз в 25 тысяч долларов. Шутка очень быстро выходит из-под контроля. Сообщение принимает за чистую монету не только сам Джимми, но и его начальник, тут же предлагающий своему «гению» новую должность. Хозяин кофейной компании доктор Максфорд, устав ждать решения комиссии, с облегчением выписывает явившемуся «победителю» чек, а владельцы магазина с готовностью продают ему половину своего товара, который Джимми тут же раздаривает жителям своей улицы. Лишь после этого Максфорд узнаёт, что итоги конкурса ещё не подведены, и аннулирует чек. Владельцы магазина безуспешно пытаются вернуть товар обратно, а начальник Джимми оставляет ему должность лишь благодаря заступничеству Бетти. В конце фильма председатель конкурсной комиссии объявляет, что они решили присудить победу слогану, придуманному Джимми.

## В ролях
- Дик Пауэлл — Джимми Макдональд
- Эллен Дрю — Бетти Кейси
- Рэймонд Уолбёрн — доктор Максфорд
- Александр Карр — мистер Шиндел
- Уильям Демарест — мистер Билдокер
- Эрнест Трукс — мистер Бакстер
- Франклин Пэнгборн — Дон Хартман
- Род Камерон — Дик
- Адриан Моррис — Том
- Гарри Розенталь — Гарри
- Джорджия Кейн — миссис Макдональд
- Ферике Борош — миссис Шварц
- Торбен Майер — мистер Шмидт
- Джулиус Таннен — мистер Циммерман
- Алан Бридж — мистер Хиллбайнер
- Люсиль Уорд — миссис Кейси
- Виктор Потел — торговец
- Гарри Хэйден — мистер Уотербери